# Schobeln-ház
A brassói Schobeln-ház a városerőd azon kevés házainak egyike, melyek sértetlenül vészelték át az 1689-es tűzvészt. 1654 és 1893 között nyomda működött itt, a háztulajdonosok egyben nyomdatulajdonosok is voltak. Itt nyomtatták többek között a Gazeta de Transilvaniát, a Kronstädter Zeitungot, és a Brassói Lapot.

## Története
A 16. századból származó Kolostor utcai épületet gazdag brassói patricius családok birtokolták: rendre a Hermann, Seuler, Albrich, és Schobeln családok tulajdona volt. 1654-től ebben az épületben – pontosabban a ház mögötti, az épülettel egybeépült középkori őrtoronyban – működött a Honterus-féle nyomda. Hermann háztulajdonos összegyűjtötte Johannes Honterus 1539-ben alapított kézisajtójának még fellelhető részeit, a hiányzó felszereléseket pótolta, és újraindította a nyomdát.
1798-ban a ház és a nyomda Johann Georg von Schobeln tanácsos tulajdonába kerül; a feljegyzések szerint ekkor latin, német, magyar, román nyelvű könyveket nyomtattak. 1805-ben Schobeln özvegye, Johanna Regina örökli az épületet, tőle pedig Franz Schobeln. Magát a nyomdát Friedrich August Herfurth üzemeltette; halála után Johann Gött vette át az irányítást, majd 1834-ben 3333 forintért meg is vásárolta a nyomdát. 1834 decemberében engedélyt kapott a Guberniumtól német, román, és magyar nyelvű újságok nyomtatására; így jelent meg rövidebb-hosszabb ideig a román Foaia Duminecii és Gazeta de Transilvania (és utóbbi melléklete, a Foaie pentru minte, inimă și literatură), a német Siebenbürger Wochenblatt, és a magyar Erdélyi Hírlap. Az 1849-es események a lapok ideiglenes megszűnését vonták maguk után; ebben az évben Bem József indítványozására új lapok jelentek meg: a német Kronstädter Zeitung, a magyar Brassói Lap, és a román Espatriatul.
A Gött-féle nyomda 1893-ig működött a Schobeln-házban (ezután a szembelső, a jelenlegi Kolostor utca 14. alá költözött, majd innen a 20. század közepén az Arlus-házba). A Schobeln-ház földszintjén jelenleg üzletek, az emeleten lakások vannak.

## Leírása
Kétszintes, reneszánsz stílusú épület. A homlokzat földszintje a sorozatos átépítések következtében elveszítette eredeti kinézetét. A kaput két korinthoszi oszlop fogja közre, a homlokzat két szélén további, mindkét szinten áthaladó korinthoszi oszlopok vannak. Az első emeleti falsíkon két triéder figyelhető meg.
A belső udvar a 18. század elejének hangulatát őrzi. Az emeletre vezető lépcső egy faragott kőkeretű ajtó mögött indul; a keret feletti címerpajzs tanúsága szerint a ház 1550-ben épült. A belső udvarra néző emeleti ablakok megőrizték reneszánsz bolthajtásaikat. A földszinti helyiségek falai masszív boltívekre támaszkodnak.
Műemlék ház, a romániai műemlékek jegyzékében a BV-II-m-A-11467 sorszámon szerepel.